# Décès en avril 2019
Décès
- 2015
- 2016
- 2017
- 2018
- 2019
- 2020
- 2021
- 2022
- 2023

Pour une information complémentaire, voir la page d'aide.

| Date      | Nom                               | Activités | Âge   | Source |
| --------- | --------------------------------- | --- | ----- | ------ |
| 1er avril | Caravelli                         | Compositeur, arrangeur et chef d'orchestre français.                                                                          | 88    |        |
| 1er avril | Dimitar Dobrev                    | Lutteur bulgare, médaillé d'argent aux Jeux olympiques d'été de 1956 et champion olympique aux Jeux olympiques d'été de 1960. | 87    | (en)   |
| 1er avril | Alfred Liyolo                     | Sculpteur congolais. | 75    |        |
| 1er avril | Francisco Massiani                | Écrivain et peintre vénézuélien.                                                                                              | 74    | (es)   |
| 1er avril | Vonda N. McIntyre                 | Écrivaine américaine. | 70    | (en)   |
| 1er avril | Rafael Sánchez Ferlosio           | Écrivain espagnol. | 91    | (es)   |
| 1er avril | Pierre Tosi                       | Coureur cycliste français. | 69    |        |
| 1er avril | Pierre Yameogo                    | Réalisateur burkinabé. | 63    |        |
| 2 avril   | Herman Braun-Vega                 | Peintre franco-péruvien. | 85    |        |
| 2 avril   | Martin Fido                       | Écrivain et professeur d'université britannique.                                                                              | 79    | (en)   |
| 2 avril   | Jacqueline Lichtenstein           | Philosophe et historienne de l'art française.                                                                                 | 72    |        |
| 2 avril   | Jamshid Mashayekhi                | Acteur iranien. | 84    | (en)   |
| 2 avril   | Rosemarie Springer                | Cavalière de dressage allemande.                                                                                              | 98    | (de)   |
| 2 avril   | Sergio Valdés                     | Footballeur chilien. | 83    | (es)   |
| 2 avril   | Franz Weber                       | Écologiste, écrivain et journaliste suisse.                                                                                   | 91    |        |
| 2 avril   | François Zdun                     | Footballeur puis entraîneur français.                                                                                         | 64    |        |
| 3 avril   | Jean-Louis David                  | Coiffeur et entrepreneur français.                                                                                            | 85    |        |
| 3 avril   | Einar Iversen                     | Pianiste de jazz et compositeur norvégien.                                                                                    | 88    | (no)   |
| 3 avril   | Mabô Kouyaté                      | Acteur helvético-burkinabo-malien naturalisé français.                                                                        | 29    |        |
| 3 avril   | Maurice Pon                       | Parolier français. | 97    |        |
| 3 avril   | Shawn Smith                       | Musicien américain. | 53    |        |
| 4 avril   | Abdelwahab Ben Ayed               | Homme d'affaires tunisien. | 80    |        |
| 4 avril   | Jean Boboc                        | Prêtre et théologien orthodoxe français d'origine roumaine.                                                                   | 76    |        |
| 4 avril   | André Castel                      | Footballeur français | 75    |        |
| 4 avril   | Alberto Cortez                    | Compositeur et chanteur argentin.                                                                                             | 79    | (es)   |
| 4 avril   | Gueorgui Danielia                 | Réalisateur et scénariste soviétique puis russe.                                                                              | 88    | (ru)   |
| 4 avril   | Maurice Lemire                    | Historien de la littérature, professeur et chercheur canadien.                                                                | 91    |        |
| 4 avril   | Harold Mann                       | Nageur américain, champion olympique du relais 4×100m quatre nages aux Jeux de Tokyo 1964.                                    | 76    | (en)   |
| 4 avril   | Barry Malkin                      | Monteur américain, membre de l'ACE.                                                                                           | 80    | (en)   |
| 4 avril   | Jean-Claude Mas                   | Entrepreneur français, fondateur de l'entreprise Poly Implant Prothèse.                                                       | 79    |        |
| 4 avril   | Gabriel Piroird                   | Évêque français. | 86    |        |
| 4 avril   | Myer Skoog                        | Joueur américain de basket-ball.                                                                                              | 92    | (en)   |
| 4 avril   | Đồng Sỹ Nguyên                    | Homme politique vietnamien.                                                                                                   | 96    | (en)   |
| 5 avril   | Sydney Brenner                    | Biologiste sud-africano-britannique, lauréat du Prix Nobel de physiologie ou médecine en 2002.                                | 92    | (en)   |
| 5 avril   | Pierre Célice                     | Peintre français. | 86    |        |
| 5 avril   | Jean-Pierre Farkas                | Journaliste français. | 86    |        |
| 5 avril   | Ib Glindemann                     | Compositeur et acteur danois.                                                                                                 | 84    | (da)   |
| 5 avril   | Gianfranco Leoncini               | Footballeur italien. | 79    | (it)   |
| 5 avril   | Raymond Massaro                   | Bottier et maître d'art français.                                                                                             | 90    |        |
| 5 avril   | Ivan Mrázek                       | Joueur et entraîneur de basket-ball tchécoslovaque puis tchèque.                                                              | 93    |        |
| 5 avril   | Dominique Stéhelin                | Oncologue français. | 75    |        |
| 6 avril   | John Corrin                       | Homme politique mannois. | 87    | (en)   |
| 6 avril   | Ernest Hollings                   | Homme politique américain. | 97    | (en)   |
| 6 avril   | Olli Mäki                         | Boxeur finlandais. | 82    | (fi)   |
| 6 avril   | Jean Namotte                      | Homme politique belge. | 84    |        |
| 6 avril   | Pierre Siramy                     | Militaire français. | 63    |        |
| 6 avril   | David J. Thouless                 | Universitaire et physicien britannique.                                                                                       | 84    | (en)   |
| 6 avril   | Jan Wrazy                         | Footballeur polonais. | 75    |        |
| 7 avril   | Jean-Claude Albert-Weil           | Écrivain français. | 85    |        |
| 7 avril   | Seymour Cassel                    | Acteur américain. | 84    | (en)   |
| 7 avril   | Wilbert Keon                      | Homme politique et chirurgien canadien.                                                                                       | 83    | (en)   |
| 7 avril   | Luis Fernando Páez González       | Footballeur paraguayen. | 29    | (es)   |
| 8 avril   | Jean-Pierre Beauviala             | Ingénieur et électronicien français.                                                                                          | 81    |        |
| 8 avril   | Vasily Nikolaevich Likhachev      | Homme politique soviétique puis russe.                                                                                        | 67    | (en)   |
| 8 avril   | Nadja Regin                       | Actrice yougoslave. | 87    | (en)   |
| 8 avril   | Gaston Rousseau                   | Cycliste français. | 93    |        |
| 9 avril   | Elwyn Berlekamp                   | Mathématicien américain. | 78    | (en)   |
| 9 avril   | Nikolai Gorbachev                 | Céiste soviétique pratiquant la course en ligne, champion aux Jeux olympiques d'été de 1972.                                  | 70    | (ru)   |
| 9 avril   | James D. Hudnall                  | Scénariste de comics américain.                                                                                               | 61    | (en)   |
| 9 avril   | Paul Severs                       | Chanteur belge. | 70    |        |
| 9 avril   | Marilynn Smith                    | Golfeuse américaine. | 89    | (en)   |
| 9 avril   | Jacques Ségui                     | Journaliste français. | 80    |        |
| 9 avril   | Charles Van Doren                 | Professeur d'université et essayiste américain.                                                                               | 93    | (en)   |
| 10 avril  | Werner Bardenhewer                | Prêtre catholique allemand.                                                                                                   | 90    | (de)   |
| 10 avril  | Claude Lalanne                    | Sculptrice française. | 93    |        |
| 11 avril  | Can Bartu                         | Footballeur turc. | 83    | (tr)   |
| 11 avril  | Geoffrey Chew                     | Physicien théoricien américain.                                                                                               | 94    | (en)   |
| 11 avril  | Désiré L'Enclume                  | Gardien de but puis entraîneur de football mauricien.                                                                         | 58    |        |
| 11 avril  | Stanley Plumly                    | Poète américain. | 79    | (en)   |
| 11 avril  | Monkey Punch                      | Mangaka japonais. | 81    | (en)   |
| 11 avril  | Scott Sanderson                   | Lanceur de baseball américain.                                                                                                | 62    | (en)   |
| 12 avril  | Ivor Broadis                      | Footballeur anglais. | 96    | (en)   |
| 12 avril  | Forrest Gregg                     | Joueur américain de football américain.                                                                                       | 85    | (en)   |
| 12 avril  | John McEnery                      | Acteur et écrivain britannico-américain.                                                                                      | 76    | (en)   |
| 12 avril  | Tommy Smith                       | Footballeur anglais. | 74    | (en)   |
| 13 avril  | Gerry Becker                      | Acteur américain. | 68    | (en)   |
| 13 avril  | Tony Buzan                        | Psychologue britannique. | 76    | (en)   |
| 13 avril  | Neus Català i Pallejà             | Femme politique espagnole. | 103   | (es)   |
| 13 avril  | Paul Greengard                    | Neuroscientifique américain.                                                                                                  | 93    | (en)   |
| 13 avril  | Norio Kaifu                       | Astrophysicien japonais. | 75    | (en)   |
| 13 avril  | Paul Raymond                      | Musicien et compositeur britannique.                                                                                          | 73    | (en)   |
| 13 avril  | Hubert Wayaffe                    | Animateur de radio et disc jockey français.                                                                                   | 81    |        |
| 13 avril  | Lydia Wideman                     | Fondeuse finlandaise, championne aux Jeux olympiques d'hiver de 1952.                                                         | 98    | (fi)   |
| 13 avril  | Yvette Williams                   | Athlète néo-zélandaise, championne aux Jeux olympiques d'été de 1952.                                                         | 89    | (en)   |
| 13 avril  | Lucien Zabuski                    | Chanteur français. | 72    |        |
| 14 avril  | Bibi Andersson                    | Actrice suédoise. | 83    | (se)   |
| 14 avril  | Abdallah Lamrani                  | Footballeur marocain. | 75    |        |
| 14 avril  | John MacLeod                      | Entraîneur américain de basket-ball.                                                                                          | 81    | (en)   |
| 14 avril  | Mirjana Marković                  | Femme politique yougoslave puis serbe.                                                                                        | 76    | (hr)   |
| 14 avril  | Dmitri Nabokov                    | Hockeyeur sur glace russe. | 42    | (ru)   |
| 14 avril  | Gene Wolfe                        | Romancier américain. | 87    | (en)   |
| 15 avril  | Warren Adler                      | Écrivain et dramaturge américain.                                                                                             | 91    | (en)   |
| 15 avril  | Louis Bériot                      | Écrivain, journaliste, scénariste et producteur de télévision français.                                                       | 79    |        |
| 15 avril  | Charles-Henri de Choiseul Praslin | Avocat français. | 75    |        |
| 15 avril  | Owen Garriott                     | Astronaute américain. | 88    | (en)   |
| 15 avril  | Brandon Iron                      | Acteur et réalisateur canadien de films pornographiques.                                                                      | 50    |        |
| 15 avril  | Aleksandar Kostov                 | Footballeur bulgare. | 81    | (bg)   |
| 15 avril  | Hubert Godon                      | Acteur français. | 71    | (fr)   |
| 15 avril  | Quinzinho                         | Footballeur angolais. | 45    | (pt)   |
| 15 avril  | Les Reed                          | Compositeur et acteur britannique.                                                                                            | 83    | (en)   |
| 16 avril  | Ferenc Bács                       | Acteur hongrois originaire de Transylvanie.                                                                                   | 82    | (hu)   |
| 16 avril  | Aziz Chouaki                      | Écrivain algérien. | 67    |        |
| 16 avril  | Francis Croissant                 | Archéologue français. | 83    |        |
| 16 avril  | Jörg Demus                        | Pianiste autrichien. | 90    | (de)   |
| 16 avril  | David Lama                        | Grimpeur autrichien. | 28    | (en)   |
| 16 avril  | Patricia Moraz                    | Réalisatrice, scénariste et productrice française.                                                                            | 79    |        |
| 16 avril  | Ignace Murwanashyaka              | Militaire rwandais. | 55    |        |
| 17 avril  | Alan García                       | Homme d'État péruvien. | 69    |        |
| 17 avril  | Dominique Kaeppelin               | Artiste plasticien français.                                                                                                  | 69    |        |
| 17 avril  | Kazuo Koike                       | Scénariste de mangas japonais.                                                                                                | 83    | (en)   |
| 17 avril  | Ya'akov Nehoshtan                 | Homme politique et diplomate israélien.                                                                                       | 93    | (en)   |
| 17 avril  | Annie Rey-Goldzeiguer             | Historienne française. | 93-94 |        |
| 17 avril  | James V. Schall                   | Professeur américain. | 91    | (en)   |
| 17 avril  | Pieter Verhoeff                   | Réalisateur et scénariste néerlandais.                                                                                        | 81    | (nl)   |
| 18 avril  | Lyra McKee                        | Journaliste britannique. | 29    |        |
| 18 avril  | Siegmar Wätzlich                  | Footballeur allemand (RDA), médaillé de bronze aux Jeux olympiques d'été de 1972.                                             | 71    | (de)   |
| 18 avril  | Lorraine Warren                   | Médium et écrivaine américaine.                                                                                               | 92    | (en)   |
| 19 avril  | Martin Böttcher                   | Compositeur et chef d'orchestre allemand.                                                                                     | 91    | (de)   |
| 19 avril  | Lamine Cissé                      | Général d'armée sénégalais.                                                                                                   | 79    |        |
| 19 avril  | Pascual Carlos Esteban            | Artiste peintre argentin. | 80    |        |
| 19 avril  | Massimo Marino                    | Acteur italien. | 59    | (it)   |
| 19 avril  | Yuriy Pimenov                     | Rameur soviétique, médaillé d'argent aux Jeux olympiques d'été de 1980.                                                       | 61    | (ru)   |
| 19 avril  | Patrick Sercu                     | Coureur cycliste belge, champion aux Jeux olympiques d'été de 1964.                                                           | 74    |        |
| 19 avril  | Xiao Yang                         | Magistrat et homme politique chinois.                                                                                         | 81    | (en)   |
| 19 avril  | Okiharu Yasuoka                   | Homme politique japonais. | 79    | (en)   |
| 20 avril  | Enrico Alberto                    | Footballeur franco-italien.                                                                                                   | 85    |        |
| 20 avril  | Joe Armstrong                     | Programmeur anglo-suédois. | 68    | (en)   |
| 20 avril  | Luděk Bukač                       | Hockeyeur sur glace puis manager tchèque.                                                                                     | 83    | (cs)   |
| 20 avril  | Karl Grob                         | Footballeur suisse. | 72    |        |
| 20 avril  | S. Muthiah                        | Écrivain, journaliste et historien indien.                                                                                    | 89    | (en)   |
| 20 avril  | David V. Picker                   | Producteur de cinéma américain.                                                                                               | 87    | (en)   |
| 20 avril  | Jacqueline Saburido               | Journaliste vénézuélienne. | 40    | (en)   |
| 20 avril  | Abdelhakim Ahmed al-Mawri         | Militaire yéménite. | 58    |        |
| 21 avril  | Hannelore Elsner                  | Actrice allemande. | 76    | (en)   |
| 21 avril  | Steve Golin                       | Producteur de cinéma et de télévision américain.                                                                              | 64    | (en)   |
| 21 avril  | Ken Kercheval                     | Acteur américain. | 83    | (en)   |
| 21 avril  | Norbert Thom                      | Économiste germano-suisse. | 72    | (de)   |
| 22 avril  | Lê Đức Anh                        | Militaire et homme politique vietnamien.                                                                                      | 98    |        |
| 22 avril  | Heather Harper                    | Soprano irlandaise. | 88    |        |
| 22 avril  | Billy McNeill                     | Footballeur puis entraîneur britannique.                                                                                      | 79    | (en)   |
| 22 avril  | Liliane Patrick                   | Actrice française. | 86    |        |
| 22 avril  | Jacques Petit                     | Peintre et graveur français.                                                                                                  | 93    |        |
| 23 avril  | Charles Gheerbrant                | Homme politique français. | 94    |        |
| 23 avril  | Edward Kelsey                     | Acteur britannique. | 88    | (en)   |
| 23 avril  | Hauris Lalancette                 | Homme politique canadien. | 86    |        |
| 23 avril  | Jean de Luxembourg                | Grand-duc de Luxembourg (1964-2000).                                                                                          | 98    |        |
| 23 avril  | Juan José Muñante                 | Footballeur péruvien. | 70    | (es)   |
| 23 avril  | Johnny Neumann                    | Joueur puis entraîneur américain de basket-ball.                                                                              | 67    | (en)   |
| 23 avril  | Terry Rawlings                    | Monteur britannique. | 85    | (en)   |
| 23 avril  | David Winters                     | Acteur, producteur de télévision, de cinéma, réalisateur, scénariste et chorégraphe britannico-américain.                     | 80    | (en)   |
| 23 avril  | Johan Witteveen                   | Homme politique néerlandais.                                                                                                  | 97    | (nl)   |
| 24 avril  | Françoise Barrière                | Compositrice française. | 74    |        |
| 24 avril  | Michael Wolf                      | Photographe allemand. | 64    |        |
| 24 avril  | Claude Delcroix                   | Homme politique et physicien nucléaire belge.                                                                                 | 87    |        |
| 24 avril  | Hubert Hahne                      | Pilote de Formule1 et de courses d'endurance allemand.                                                                        | 84    | (en)   |
| 24 avril  | Abbassi Madani                    | Homme politique algérien. | 88    |        |
| 24 avril  | Jean-Pierre Marielle              | Acteur français | 87    |        |
| 24 avril  | Zoran Marojević                   | Basketteur yougoslave puis croate, médaillé d'argent aux Jeux de Mexico 1968.                                                 | 76    | (hr)   |
| 24 avril  | Anne Neyland                      | Actrice américaine. | 84    | (en)   |
| 24 avril  | Sergueï Pogorelov                 | Handballeur soviétique puis russe, champion et médaillé de bronze olympique (2000, 2004).                                     | 44    | (ru)   |
| 24 avril  | Dick Rivers                       | Chanteur de rock français, pionnier des yéyé avec son groupe Les Chats sauvages.                                              | 74    |        |
| 25 avril  | John Havlicek                     | Joueur américain de basket-ball.                                                                                              | 79    | (en)   |
| 25 avril  | Serge Moureaux                    | Avocat et homme politique belge.                                                                                              | 85    |        |
| 25 avril  | Faty Papy                         | Footballeur burundais. | 28    |        |
| 26 avril  | Jimmy Banks                       | Joueur de soccer américain.                                                                                                   | 54    | (en)   |
| 26 avril  | Elina Bystritskaya                | Actrice soviétique. | 91    | (en)   |
| 26 avril  | Julien Lauprêtre                  | Résistant français, président du Secours populaire.                                                                           | 93    |        |
| 26 avril  | Manuel Lujan, Jr.                 | Homme politique américain. | 90    | (en)   |
| 26 avril  | David McNee                       | Policier britannique. | 94    | (en)   |
| 26 avril  | Petar Omčikus                     | Peintre yougoslave puis serbe.                                                                                                | 92    | (sr)   |
| 26 avril  | Ellen Schwiers                    | Actrice allemande. | 88    | (de)   |
| 26 avril  | Robbert de Greef                  | Coureur cycliste néerlandais.                                                                                                 | 27    |        |
| 27 avril  | Negasso Gidada                    | Homme d'État éthiopien. | 75    |        |
| 28 avril  | Bruce Bickford                    | Animateur américain. | 72    | (en)   |
| 28 avril  | Wayson Choy                       | Écrivain et professeur d'université canadien.                                                                                 | 80    | (en)   |
| 28 avril  | Daniel Horlaville                 | Joueur puis entraîneur de football français.                                                                                  | 73    |        |
| 28 avril  | Richard Lugar                     | Homme politique américain. | 87    | (en)   |
| 28 avril  | Karol Modzelewski                 | Historien médiéviste, écrivain et homme politique polonais.                                                                   | 81    | (pl)   |
| 28 avril  | Alejandro Planchart               | Musicologue et chef d'orchestre américano-vénézuélien.                                                                        | 83    | (en)   |
| 28 avril  | John Singleton                    | Réalisateur, scénariste et producteur américain.                                                                              | 51    | (en)   |
| 28 avril  | Jah Stitch                        | Musicien de reggae jamaïcain.                                                                                                 | 69    | (en)   |
| 29 avril  | Carlo Abate                       | Pilote de course automobile italien.                                                                                          | 86    | (it)   |
| 29 avril  | Stevie Chalmers                   | Footballeur britannique. | 83    | (en)   |
| 29 avril  | Joe Gracy                         | Auteur-compositeur français d'origine espagnole.                                                                              | 88    |        |
| 29 avril  | Gino Marchetti                    | Footballeur américain. | 93    | (en)   |
| 29 avril  | Leslie Murray                     | Poète australien. | 80    | (en)   |
| 29 avril  | Rodrigues Neto                    | Footballeur brésilien. | 69    | (en)   |
| 29 avril  | Albert-Marie de Monléon           | Prélat français. | 82    |        |
| 29 avril  | Josef Šural                       | Footballeur tchèque. | 28    |        |
| 29 avril  | Ellen Tauscher                    | Femme politique américaine, sous-secrétaire d'État.                                                                           | 67    |        |
| 30 avril  | Anémone                           | Actrice française. | 68    |        |
| 30 avril  | Beth Carvalho                     | Auteure-compositrice brésilienne.                                                                                             | 72    |        |
| 30 avril  | Peter Mayhew                      | Acteur britannico-américain.                                                                                                  | 74    | (en)   |